# Кисилин
Киси́лин (або Киселин, пол. Kisielin, їд. קיסיילין) — село в Україні, у Затурцівській сільській громаді Володимирського району Волинської області. Населення становить 331 особу.

## Географія
Село розташоване у східній частині Володимирського району на лівому березі річки Стоходу, за 22 км на північ від селища Локачі, за 9 км від шосе Луцьк — Володимир і приблизно за 46 км від обласного центру та залізничної станції Луцьк.

## Герб
Щит перетятий хвилястою нитяною балкою, перетятою синім і срібним, і розтятий. У першій зеленій частині розкрита срібна книга, у другій синій срібна геральдична лілія, третя червона. Щит вписаний в золотий декоративний картуш і увінчаний золотою сільською короною. Автор — І. Хамежук.

## Історія
На території села виявлено кам'яні вироби доби бронзи (2-ге тисячоліття до н. е.) і поховання в урні останніх століть до нашої ери.
В 1445—1451 роках великий князь Лев Свидригайло пожалував село Кисилин, з озером на річці Турії, маршалку земському Петру Ланевичу Кирдію Мильському, разом з селами Твердині, Вербаїв та ін. землями в Луцькому повіті. 1545 року згадується як власність Петра Кирдія Мильського, старости пінського, що утримував дві городні в Луцькому замку а в 1570 р. податок з Кисилина платить вже його син, маршалок господарський, Олізар Кирдій Мильський який одружився з князівною Ганною Гольшанською Дубровицькою. В 1589 році з цього містечка внесено до державної скарбниці 3 флорини 22 гроші шосу, 3 флорини і 2 гроші від городників, 15 флоринів чопового за оренду.
Польський шляхтич Казімеж Лєдніцький, чоловік Ганни Монтовт, орендував у Олізара Кирдія Мильського його маєток в Кисилині.
В 1638 році шляхтич Юрій Чаплич-Шпанівський гербу Кердея надав у містечку притулок для вигнаних з Ракова «польських братів» (аріян, соцініян), а рідні брати Олександр та Андрій надали такий притулок у Березках Володимирського повіту. Волинська шляхта на Луцькому сеймику 1645 року протестувала проти рішення Люблінського трибуналу, за яким в Кисилині мали бути закриті аріянські (соцініянські) збір та школа, шляхтич-аріянин Юрій Чаплич-Шпановський мав заплатити Луцькій католицькій капітулі 500 злотих червоних, 500 — суду у Володимирі, всі провідники-аріяни мали бути видалені з міста.
У 1638—1640 роках тут відбулися три социніанські з'їзди, на яких були присутніми до трьох тисяч осіб, серед яких — представники громад не лише зі всіх куточків Речі Посполитої, а й з інших країн.

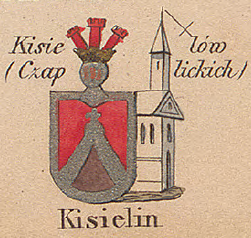
Кисилин на мапі Зигмунда Герстмана

У книзі Олександра Цинкаловського «Стара Волинь і Волинське Полісся» подається інформація про історію даного населеного пункту у XVI — початку XX століть.
У кінці XVIII ст. дідичем містечка був Дмитро Ледуховський (У 1773 — войський, а з 1783 — стольник Волинський) У 1773 році Дмитро отримав для міста привілей на ярмарки.
Після третього поділу Речі Посполитої 1795 року, Кисилин увійшов до складу Російської імперії, ставши волосним центром Володимир-Волинського повіту Волинської губернії. 1798—1799 рр. в містечку був розквартирований ескадрон французьких емігрантів-роялістів Дворянського драгунського полку герцога де Беррі корпусу принца Конде, який був на службі російського імператора Павла.
На кінець літа 1812 року, під час французько-російської війни, на правому березі ріки Стир (що виконувала функції демаркаційної лінії між протиборчими сторонами) розташовувалася російська 3-я Обсерваційна (спостережна) армія під командуванням генерала від кавалерії О. П. Тормасова із центром у місті Луцьк а на лівому березі стояв 7-й саксонський корпус графа Жана Реньє армії Наполеона, штаб якого перебував у містечку Кисилин, прикриваючи головну дорогу з Луцька через Володимир до Варшавського герцогства. 11 (23) вересня 1812 року через містечко з боями відступала польська Надбужанська дивізія генерала Антонія Амількара Косинського що прикривала праве крило саксонського корпусу і яка після поразки під Павловичами, відступила за Буг.

### Перша світова війна

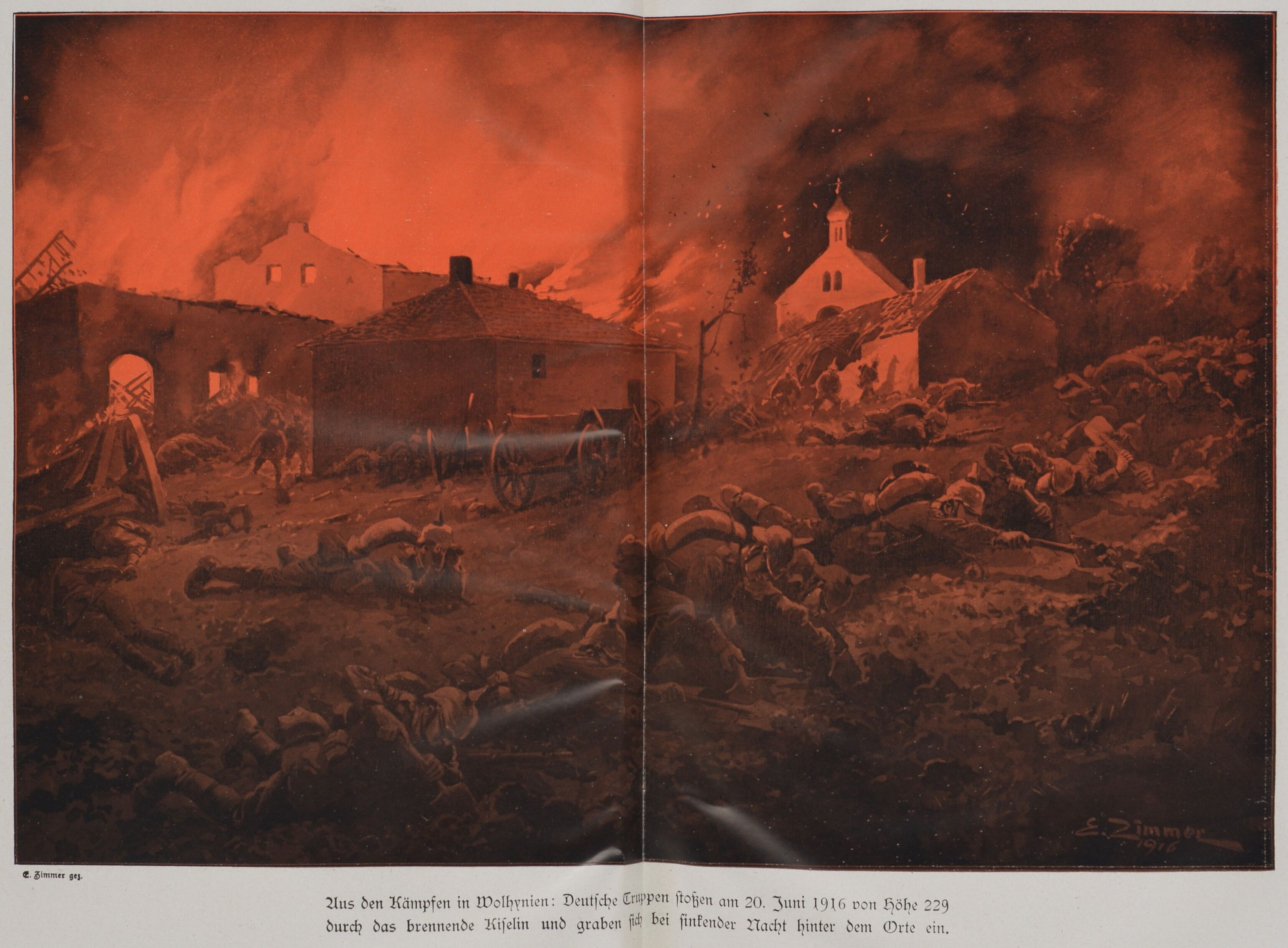
Палаючий Кисилин за спинами німецьких солдат 20 червня 1916 р.

В Першу світову війну, під час Луцького прориву, містечко Кисилин стало місцем зіткнення ударного угруповання 40-го російського корпусу 8-ї армії під командуванням генерал-лейтенанта М. О. Кашталинського та контрудару німецького 10-го армійського корпусу генерал-лейтенанта барона В. фон Лютвіца.
4(17) — 7(20) червня 1916 року тут відбулись зустрічні запеклі бої 4-ї російської стрілецької дивізії генерал-майора А. І. Денікіна та 20-ї німецької піхотної дивізії Р. фон Шелера.
А. І. Денікін згадував: «В червні 1916 року біля Кисилина, під час жорстоких боїв, з'ясувалося, що з нами б'ється знаменита „Стальна“ германська дивізія. Чотири дні німці засипали нас тисячами снарядів, багато разів переходили в атаки які неодмінно відбивались. Одного разу перед їх позиціями з'явився плакат „Ваше російське залізо не гірше нашої германської сталі, та все ж ми вас розіб'ємо“. „А ну спробуй!“ — свідчила коротка відповідь моїх стрільців. 20 червня, після 42-ї атаки, „Стальну“ дивізію, внаслідок великих втрат відвели в резерв. Але і в наших полках, особливо в 14 і 16, залишалось по 300—400 людей»
12—13 вересня 1916 року над Кисилином відбувались повітряні бої.

### Міжвоєнний період
У період Другої речі Посполитої (1920–1939 роки) містечко було адміністративним центром ґміни Киселин, Горохівського повіту Волинського воєводства. Тут діяв осередок КПЗУ, очолюваний М. В. Коновалюком, і комсомольський осередок, керівником якого був П. Я. Базюк. Після радянської анексії західноукраїнських земель містечко було адміністративним центром Киселинського (Озютичівського) району.

### Друга світова війна
Під час нацистської окупації гітлерівці вивезли на каторжні роботи до Німеччини 24 чоловіка, розстріляли члена КПЗУ, першого голову колгоспу К. П. Базюка. Понад 10 жителів села були в лавах радянських партизан. Зокрема, Г. С. Зубченко і П. Я. Базюк були в загоні В. А. Бегми.
Кривава неділя — розстріл польського населення, скоєний 11 липня 1943 року в католицькому костелі, польськими історіографами традиційно покладається на підрозділи УПА. Відомо що українські мешканці Кисилина переховували вцілілих поранених та поховали вбитих. 20 жовтня 1943 р. засідка з 12 українських повстанців відкрила кулеметний вогонь по 80 поляках які прямували до Кисилина, у бою, з них вбито дванадцятеро. 24 жовтня на Кисилин напало 28 поляків та 6 німців, зав'язався бій з УПА. В результаті було вбито 13 поляків і 1 німця. Спільні акції на село, за участю німців і поляків, відбулися 10, 11 і 12 листопада 1943 р. Про загрозу нападу зі сторони поляків на Кисилин йдеться в наказі командира групи УПА «Турів» від 19 січня 1944 року.
13 липня 1944 року в 4.30 батальйони 72-ї та 214-ї піхотних дивізій вермахту, які оборонялись в районі Кисилина, почали відступ в західному напрямку, залишаючи після себе обширні мінні поля, дротяні загородження та потужні заслони які значно ускладнювали наступ Червоної армії. З 11.00, після чотиригодинного бою, в містечко увірвалась 8-ма рота, 3-го батальйону 889-го полку 197 стрілецької дивізії, наступ якої завершився захопленням міста Володимир-Волинський 20.07.44 р..

### Голокост
1 листопада 1941 р. було створено гетто, де євреї зазнавали постійних знущань. Сюди привели і євреїв із навколишніх сіл Озютичі, Холопичі, Твердині, Береськ і Юхимівка. Приблизно 9 вересня 1942 р. до Кисилина прибули вантажівки із 30 німцями. Вони вивезли бранців гетто — близько 500 євреїв Кисилина та навколишніх населених пунктів — за село й розстріляли їх. Також у цей час було вбито групу кочових ромів, місце їх поховання невідоме.
Окремим євреям удалося втекти раніше, вони переховувались у лісі або в знайомих селян, намагалися потрапити до партизанських загонів, однак зазнавали постійних переслідувань. Розгортання українсько-польського конфлікту в регіоні значно ускладнило виживання євреїв. Дуже небагатьом пощастило пережити німецьку окупацію. Кисилин утратив статус містечка, а його населення зазнало непоправних втрат і змін.
У 1991 р. на цьому місці було встановлено пам’ятник убитим, пізніше — дерев’яний хрест. Імовірно, більшість загиблих тут становили чоловіки від 14 до 60 років. У 2023 р. проєкт «Мережа пам’яті» за підтримки Міністерства закордонних справ Німеччини розмістив тут інформаційну табличку, створену за ескізом архітектора Тараса Савки.
| - |                             | |
| Мережа ОУН (07.1941 — 07.1943 рр.), Володимирсько-Горохівська округа, район КисилинськийПровідник: Пашечко Л. (1941—1942), Кузьмук М. (1942—1943). Служба безпеки: Гупало Р. М. (1942 — ?), Корнелюк С. (1943 — 02.1944). Жіноча ланка: Харук Н. Н. (1943—1944). Зв'язок: Гупало Р. М. (літо 1943 — середина 1944). Господарчий: Шевчук А. І. (06.1943 — весна 1944). Військовик: Шпак Н. Д. (1942—1943). \| № \| Прізвище, ім'я, по батькові \| Біографічні довідки \| \| - \| --------------------------- \| ---------------------------------------------------------------------------------------------------------------------------------------------------------------------------------------------------------------------------------------------------------------------------------------------------------------------------------------------------------------------------------------------------------------------------------------------------------------------------------------------------------------------------------------------------------------------------------------------------------------------------------------------------------------------------------------------------------------------------------------------------------------------------------------------------------------------------------------------------------------------------------------------------------------------------------------------------------------------------------------------------------------------------------------------------------------------------------------------------------------------------------------------------------------------------------------------------------------------------------------------------------------------------------------------------------------------------------------------------------------------------------------------------------------------------------------------------------------------------------------------------------------------------------------------------------------------------------------------------------------------------------------------------------------------------------------------------------------------------------------------------------------------------------------------------------------------------------------------------------------------------------------------------------------------------------------------------------------------------------------------------------------------------------------------------------------------------------------------------------------------------------------------------------------------------------------------------------------------------------------------- \| \| 1 \| Безсмертнюк Матвій Іванович \| 1899 р. н., уродж. с. Кисилин Локачинського р-ну Волинської обл. З літа 1941 р. голова сільуправи, з 05.1943 р. станичний УПА. Арешт. 20.03.1944 р. Озютичівським РВ НКВС, засудж. 24.06.1944 р. ВТ військ НКВС Рівненської обл. до 10 р. ВТТ з п. п. на 5 р. Покарання відбував у Дубровлазі. Звільнений 21.05.1954 р., а зі заслання 10.04.1956 р. Реабілітований 8.06.1994 р. (Джерела: Архів УСБУ у Волин. обл. — Ф. П. — Спр. 4039). \| \| 2 \| Власюк Петро Павлович \| 1914 р. н., пс. Ворон (з 06.1942), Гамалія (з 08.1944), Максим (06.1944), Чайка, уродж. с. Кисилин Локачинського р-ну Волинської обл. Закінчив 2-х річну технічно-торгівельну школу. Служив в ПА (1936—1938). Закінчив 6-місячну школу підхорунжих моторизованих відділів при 24-му Уланському полку, отримав звання старшого стрілка ПА. Навчався на курсах технічних керівників у Луцьку (09–11.1939) та Львові (12.1939 — 02.1940). Працював техніком на торфорозробках в артілі ім. 1-го Травня Озютичівського р-ну. Мобілізований 23.06.1941 р. Озютичівським РВК та через три дні повернувся додому. Працював господарчим в сотні УПА Карпо (А. Пазюк) в с. Синявка Турійського р-ну Волинської обл. (15.06.1942 — 01.1943). Чотовий в сотні УПА Карпо (01–03.1943). Через хворобу повернувся на лікування додому. Через два тижні був мобілізований німцями для будівництва військових укріплень в м. Устилуг Володимир-Волинського р-ну Волинської обл. Через кілька днів втік та повернувся до Кисилина. Призначений 06.1944 р. к-ром сотні Чернігівського загону УПА, діяв в Горохівському р-ні Волинської обл. З 30.08.1944 р. к-р куреня УПА. На шляху від провідника Стемида (М. Бондарчук) до орг. реф. Шума (Ф. Цимбалюк) 27.09.1944 р. був схоплений ОВГ Озютичівського РВ НКВС. Погодився очолити міжобласну АБГ. В ніч з 4 на 5.03.1945 р. з групою в 20 чоловік у с. Линів Локачинського р-ну здійснив напад на засідання командирів УПА-Північ (загинуло 6 керівників). За проведену операцію представлений до нагороди Орденом Червоної Зірки. Був смертельно поранений в живіт 18.06.1945 р. під час захоплення в с. Велимче Ратнівського р-ну Волинської обл. Листенка (А. Редкович) (Джерела: ГДА СБУ. — Ф. 2. — Оп. 33. — Спр. 1. — Т. 1. — Арк. 344; Оп. 55. — Спр. 4. — Т. 1. — Арк. 174; Оп. 65. — Спр. 7. — Т. 1. — Арк. 135; Ф. 6. — Спр. 11620 (уся справа); ЦДАГО України. — Ф. 1. — Оп. 23. — Спр. 1693. — Арк. 118; ЦДАВО України. — Ф. 3838. — Оп. 1. — Спр. 17. — Арк. 27; Содоль П. Українська Повстанча Армія, 1943—1949. — Нью-Йорк, 1995. — С. 17; Літопис УПА. Нова серія. Т. 14: УПА і запілля на ПЗУЗ 1943—1945. Нові документи / Упоряд.: В. Ковальчук, І. Марчук. — Київ–Торонто, 2010. — С. 69). \| \| 3 \| Думка Федір Павлович \| 1908 р. н., псевдо Оріх, уродж. с. Дожва Турійського р-ну Волинської обл. Працював у млині чеха Ю. Леґнера в с. Купичів Турійського р-ну (1928—1929), служив солдатом телефоністом у ПА (03.1930 — осінь 1931), демобілізувався через хворобу. В 1939 р. переїхав в с. Кисилин Локачинського р-ну Волинської обл. З 08.1941 р. працював статистиком Кисилинської райуправи. Мобілізований в УПА 05.1943 р. Влітку 1943 р. закінчив військові курси УПА в с. Синявка Турійського р-ну. З 09.1943 р. резервний чотовий, військовик УПА Кисилинського р-ну. Весною 1944 р. був евакуйований німцями в с. Малі Бискупичі Володимир-Волинського р-ну Волинської обл. Арешт. 22.12.1944 р. Озютичівським РВ НКДБ, дав розписку про співпрацю. Служив в ЧА (01.1945 — осінь 1946). Завербований 2.11.1946 р. в інформатори реф. СБ Медведем (С. Ковальчук). Ареш. 30.01.1947 р. Затурцівським РВ МДБ, засудж. до 10 р. ВТТ та п. п. на 5 р. Покарання відбував в особливому таборі № 5 м. Магадан (Росія). Звільнений 1.04.1954 р. (Джерела: Архів УСБУ у Волин. обл. — Ф. П. — Спр. 2550. — Арк. 100—104). \| \| 4 \| Ковтонюк Адам Михайлович \| 1900 р. н., уродж. с. Кисилин Локачинського р-ну Волинської обл. З 07.1943 р. ройовий Кисилинської чоти резерву УПА (Джерела: Архів УСБУ у Волин. обл. — Ф. П. — Спр. 2550). \| \| 5 \| Лотоцька Єлизавета Якимівна \| 1913 р. н., псевдо Леся, уродж. с. Кисилин Локачинського р-ну Волинської обл. З 1942 р. кущова ЖЛ ОУН. З 1943 р. заст. пров. ЖЛ Локачинського РП ОУН, керівник пункту зв'язку УПА (Джерела: Архів УСБУ у Волин. обл. — Ф. П. — Спр. 6457. — Арк. 217). \| \| 6 \| Романчук Віталій \| 1917 р. н., пс. Орел, уродж. с. Кисилин Локачинського р-ну Волинської обл. Закінчив педкурси в Луцьку (1941). Реф. пропаг. Локачинського РП ОУН. Вбитий 22.01.1945 р. (Джерела: Архів УСБУ у Волин. обл. — Ф. П. — Спр. 8491. — Арк. 18). \| \| 7 \| Романюк Ананій Іванович \| 1917 р. н., уродж. с. Кисилин Локачинського р-ну Волинської обл. З 1943 р. ройовий в чоті резерву УПА (Джерела: Архів УСБУ у Волин. обл. — Ф. П. — Спр. 2550). \| \| 8 \| Сокол Олександр Савович \| ? р. н., уродж. с. Кисилин Локачинського р-ну Волинської обл. З 1943 р. ройовий УПА, з 1944 р. в ЧА. Загинув на фронті (Джерела: Архів УСБУ у Волин. обл. — Ф. П. — Спр. 2550). \| |                             | |
| № | Прізвище, ім'я, по батькові | Біографічні довідки |
| 1 | Безсмертнюк Матвій Іванович | 1899 р. н., уродж. с. Кисилин Локачинського р-ну Волинської обл. З літа 1941 р. голова сільуправи, з 05.1943 р. станичний УПА. Арешт. 20.03.1944 р. Озютичівським РВ НКВС, засудж. 24.06.1944 р. ВТ військ НКВС Рівненської обл. до 10 р. ВТТ з п. п. на 5 р. Покарання відбував у Дубровлазі. Звільнений 21.05.1954 р., а зі заслання 10.04.1956 р. Реабілітований 8.06.1994 р. (Джерела: Архів УСБУ у Волин. обл. — Ф. П. — Спр. 4039). |
| 2 | Власюк Петро Павлович       | 1914 р. н., пс. Ворон (з 06.1942), Гамалія (з 08.1944), Максим (06.1944), Чайка, уродж. с. Кисилин Локачинського р-ну Волинської обл. Закінчив 2-х річну технічно-торгівельну школу. Служив в ПА (1936—1938). Закінчив 6-місячну школу підхорунжих моторизованих відділів при 24-му Уланському полку, отримав звання старшого стрілка ПА. Навчався на курсах технічних керівників у Луцьку (09–11.1939) та Львові (12.1939 — 02.1940). Працював техніком на торфорозробках в артілі ім. 1-го Травня Озютичівського р-ну. Мобілізований 23.06.1941 р. Озютичівським РВК та через три дні повернувся додому. Працював господарчим в сотні УПА Карпо (А. Пазюк) в с. Синявка Турійського р-ну Волинської обл. (15.06.1942 — 01.1943). Чотовий в сотні УПА Карпо (01–03.1943). Через хворобу повернувся на лікування додому. Через два тижні був мобілізований німцями для будівництва військових укріплень в м. Устилуг Володимир-Волинського р-ну Волинської обл. Через кілька днів втік та повернувся до Кисилина. Призначений 06.1944 р. к-ром сотні Чернігівського загону УПА, діяв в Горохівському р-ні Волинської обл. З 30.08.1944 р. к-р куреня УПА. На шляху від провідника Стемида (М. Бондарчук) до орг. реф. Шума (Ф. Цимбалюк) 27.09.1944 р. був схоплений ОВГ Озютичівського РВ НКВС. Погодився очолити міжобласну АБГ. В ніч з 4 на 5.03.1945 р. з групою в 20 чоловік у с. Линів Локачинського р-ну здійснив напад на засідання командирів УПА-Північ (загинуло 6 керівників). За проведену операцію представлений до нагороди Орденом Червоної Зірки. Був смертельно поранений в живіт 18.06.1945 р. під час захоплення в с. Велимче Ратнівського р-ну Волинської обл. Листенка (А. Редкович) (Джерела: ГДА СБУ. — Ф. 2. — Оп. 33. — Спр. 1. — Т. 1. — Арк. 344; Оп. 55. — Спр. 4. — Т. 1. — Арк. 174; Оп. 65. — Спр. 7. — Т. 1. — Арк. 135; Ф. 6. — Спр. 11620 (уся справа); ЦДАГО України. — Ф. 1. — Оп. 23. — Спр. 1693. — Арк. 118; ЦДАВО України. — Ф. 3838. — Оп. 1. — Спр. 17. — Арк. 27; Содоль П. Українська Повстанча Армія, 1943—1949. — Нью-Йорк, 1995. — С. 17; Літопис УПА. Нова серія. Т. 14: УПА і запілля на ПЗУЗ 1943—1945. Нові документи / Упоряд.: В. Ковальчук, І. Марчук. — Київ–Торонто, 2010. — С. 69). |
| 3 | Думка Федір Павлович        | 1908 р. н., псевдо Оріх, уродж. с. Дожва Турійського р-ну Волинської обл. Працював у млині чеха Ю. Леґнера в с. Купичів Турійського р-ну (1928—1929), служив солдатом телефоністом у ПА (03.1930 — осінь 1931), демобілізувався через хворобу. В 1939 р. переїхав в с. Кисилин Локачинського р-ну Волинської обл. З 08.1941 р. працював статистиком Кисилинської райуправи. Мобілізований в УПА 05.1943 р. Влітку 1943 р. закінчив військові курси УПА в с. Синявка Турійського р-ну. З 09.1943 р. резервний чотовий, військовик УПА Кисилинського р-ну. Весною 1944 р. був евакуйований німцями в с. Малі Бискупичі Володимир-Волинського р-ну Волинської обл. Арешт. 22.12.1944 р. Озютичівським РВ НКДБ, дав розписку про співпрацю. Служив в ЧА (01.1945 — осінь 1946). Завербований 2.11.1946 р. в інформатори реф. СБ Медведем (С. Ковальчук). Ареш. 30.01.1947 р. Затурцівським РВ МДБ, засудж. до 10 р. ВТТ та п. п. на 5 р. Покарання відбував в особливому таборі № 5 м. Магадан (Росія). Звільнений 1.04.1954 р. (Джерела: Архів УСБУ у Волин. обл. — Ф. П. — Спр. 2550. — Арк. 100—104). |
| 4 | Ковтонюк Адам Михайлович    | 1900 р. н., уродж. с. Кисилин Локачинського р-ну Волинської обл. З 07.1943 р. ройовий Кисилинської чоти резерву УПА (Джерела: Архів УСБУ у Волин. обл. — Ф. П. — Спр. 2550). |
| 5 | Лотоцька Єлизавета Якимівна | 1913 р. н., псевдо Леся, уродж. с. Кисилин Локачинського р-ну Волинської обл. З 1942 р. кущова ЖЛ ОУН. З 1943 р. заст. пров. ЖЛ Локачинського РП ОУН, керівник пункту зв'язку УПА (Джерела: Архів УСБУ у Волин. обл. — Ф. П. — Спр. 6457. — Арк. 217). |
| 6 | Романчук Віталій            | 1917 р. н., пс. Орел, уродж. с. Кисилин Локачинського р-ну Волинської обл. Закінчив педкурси в Луцьку (1941). Реф. пропаг. Локачинського РП ОУН. Вбитий 22.01.1945 р. (Джерела: Архів УСБУ у Волин. обл. — Ф. П. — Спр. 8491. — Арк. 18). |
| 7 | Романюк Ананій Іванович     | 1917 р. н., уродж. с. Кисилин Локачинського р-ну Волинської обл. З 1943 р. ройовий в чоті резерву УПА (Джерела: Архів УСБУ у Волин. обл. — Ф. П. — Спр. 2550). |
| 8 | Сокол Олександр Савович     | ? р. н., уродж. с. Кисилин Локачинського р-ну Волинської обл. З 1943 р. ройовий УПА, з 1944 р. в ЧА. Загинув на фронті (Джерела: Архів УСБУ у Волин. обл. — Ф. П. — Спр. 2550). |

### Повоєнний період
За післявоєнні роки споруджено 87 житлових будинків.
У другій половині 1960-х років у Кисилині мешкало 462 особи. Кисилинській сільраді підпорядковувалися села Озютичі, Твердині. У селі була початкова школа, бібліотека, клуб. Кисилинський колгосп «Червона зірка» мав 2644 га землі, у тому числі 1536 га орної. Вирощувалися зернові, льон, цукрові буряки, картопля. Було розвинуте молочно-м'ясне тваринництво.
Після ліквідації Локачинського району 19 липня 2020 року село увійшло до Володимир-Волинського району.

## Населення
Станом на 1906 рік у містечку був 131 двір та проживало 1556 осіб.
Станом на 10 вересня 1921 року в містечку Кисилин налічувалося 88 будинків (65 житлових і 23 інших) та 458 жителів, з них:
- 209 чоловіків та 249 жінок;
- 267 православних, 94 юдеї, 91 римо-католик, 6 євангельських християн;
- 244 українці, 94 євреї, 88 поляків, 6 німців і 26 осіб іншої національності.

Згідно з переписом УРСР 1989 року чисельність наявного населення села становила 302 особи, з яких 140 чоловіків та 162 жінок.
За переписом населення України 2001 року в селі мешкали 330 осіб.
Розподіл населення за рідною мовою за даними перепису 2001 року:
| Мова       | Відсоток |
| ---------- | -------- |
| українська | 99,07 %  |
| російська  | 0,30 %   |

## Пам'ятки архітектури

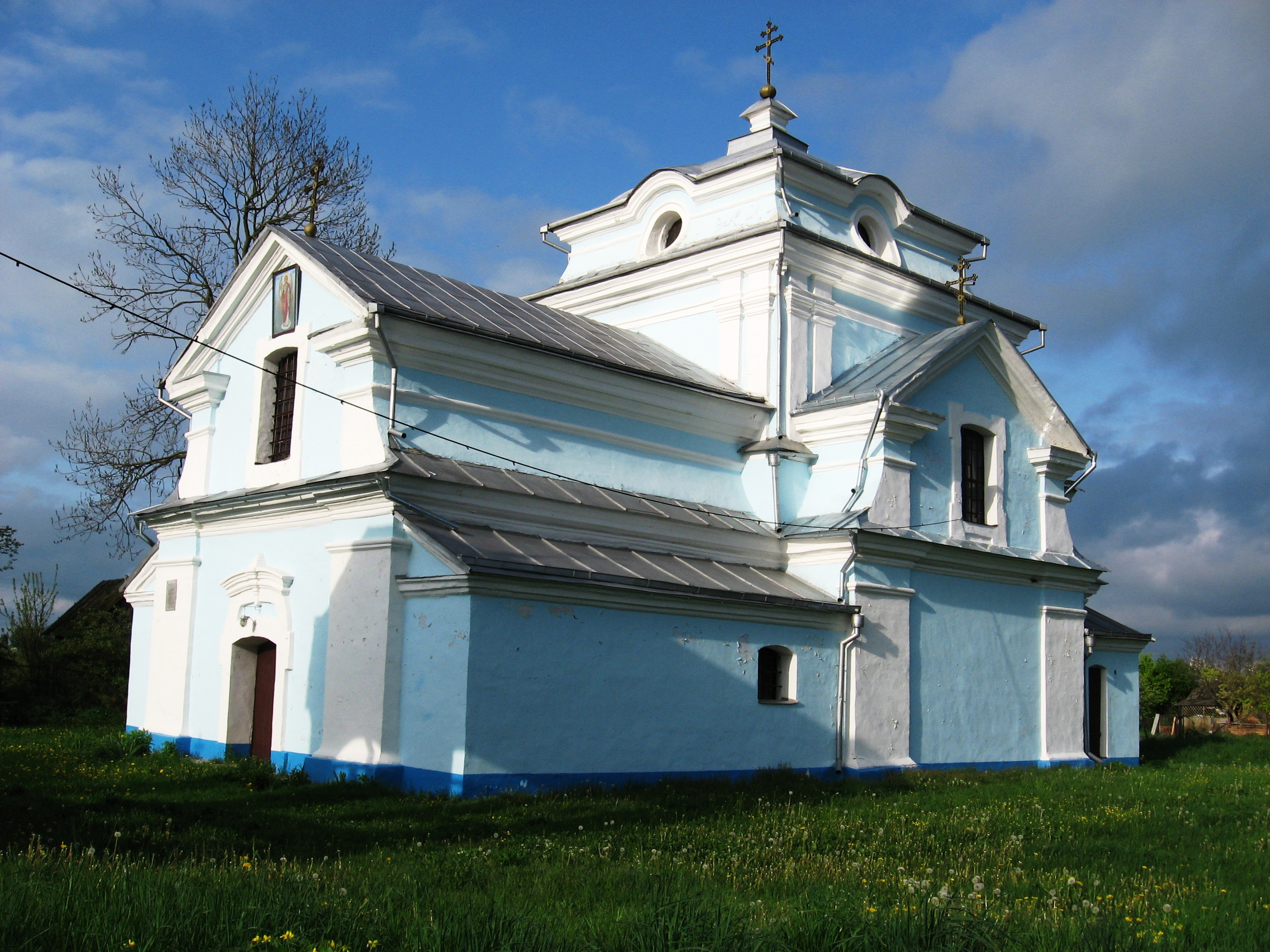
Свято-Михайлівська церква

- Свято-Михайлівська церква, побудована у 1777 році. Церква має оригінальну композицію. Це тринавна псевдобазиліка, що творить у плані прямокутник з видовженим бабинцем, коротким трансептом та чотиристоронньою апсидою з двома ризницями. Низькі бічні нави мають форму окремих ніш, що відкриваються всередину храму. Над схрещенням нав здіймається дворівнева вежа на широкій основі, увінчана декоративним шпилем. Фасад має багатий архітектурний декор. Церкву оточує мурована огорожа з брамою та масивною дзвіницею.
- Монастир та костел кармелітів, побудований у 1720 році. У костелі Непорочного Зачаття Пресвятої Діви Марії після 1945 р. розміщувався цех по переробці льону та коноплі, але після пожежі він не використовувався[27].. Храм являє собою тринефну базиліку, що творить у плані прямокутник з апсидою. Бічну стіну підтримує масивний контрфорс. В інтер'єрі збереглися фрагменти фресок XVII ст. До апсиди костелу примикає двоповерховий монастирський будинок, який після 1832 року виконував роль парафіяльного будинку. Сьогодні весь комплекс являє собою руїну без дахів[28].

## Соціальна інфраструктура
- ЗОШ І-ІІ ступенів
- Дитячий садок
- Будинок культури
- Бібліотека
- Лікарська амбулаторія
- Відділення зв'язку
- 3 торговельні заклади

Населений пункт не газифіковано, дорога з твердим покриттям.

## Відомі люди

### Народилися
- Якуб Теодор Трембіцький (1643—1720) — один з найбільш відомих польських соцініанських поетів.

### Дідичі
- Дмитро (Димітр) Лєдуховський — войський, стольник володимирський[7]

## Галерея

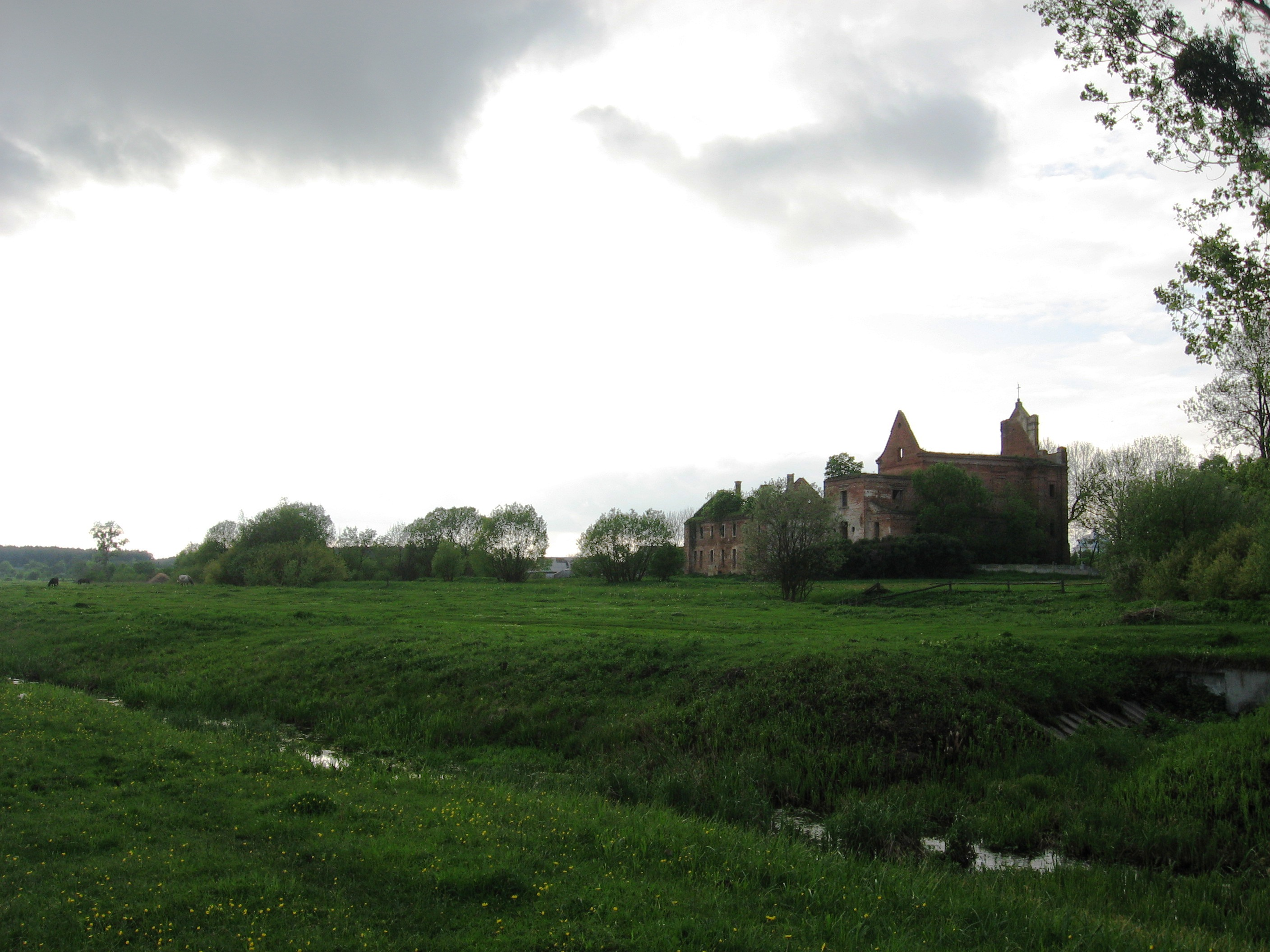
Руїни костелу кармелітів та монастирського будинку
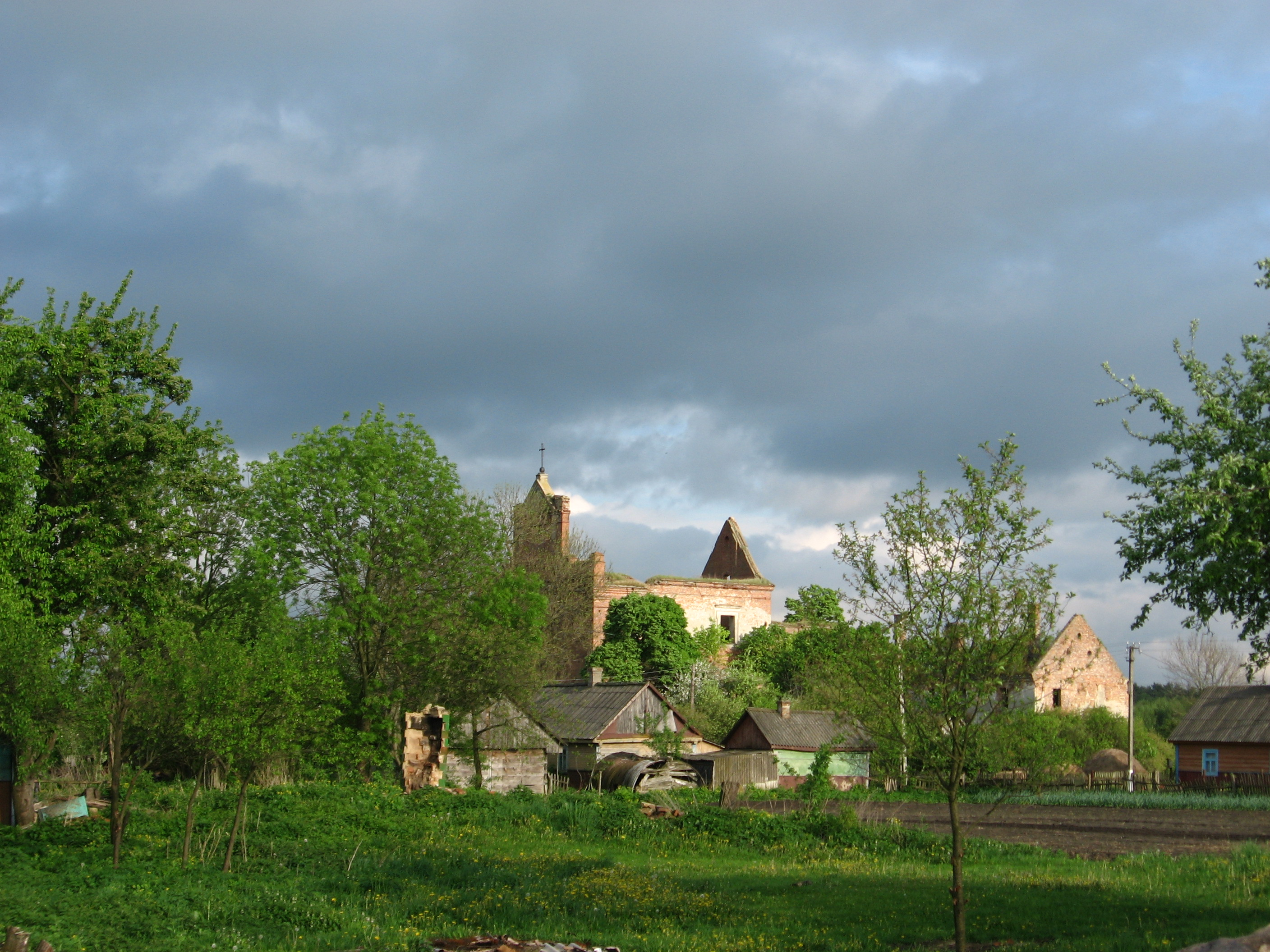
Вигляд на костел
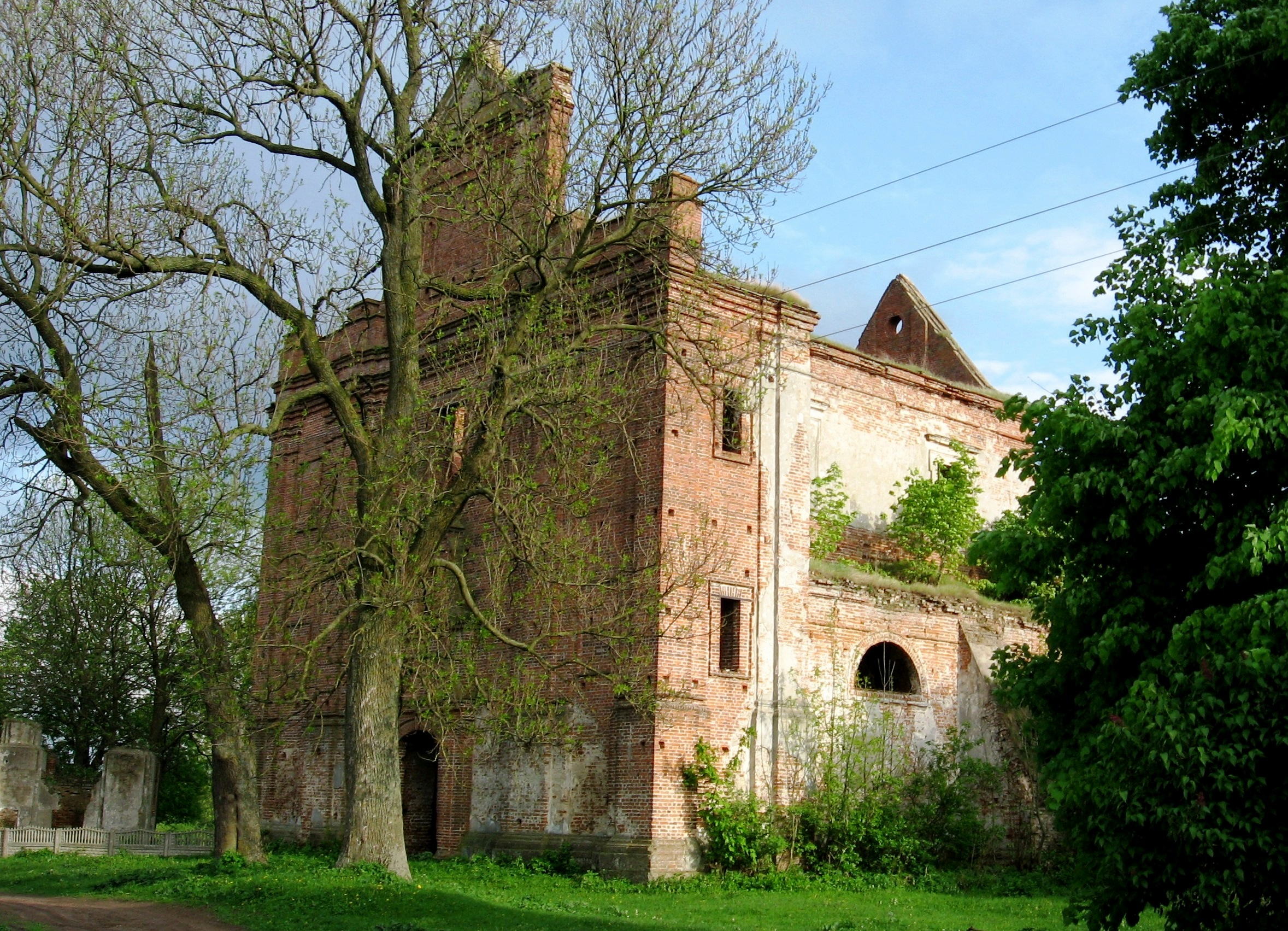
Зруйнований костел
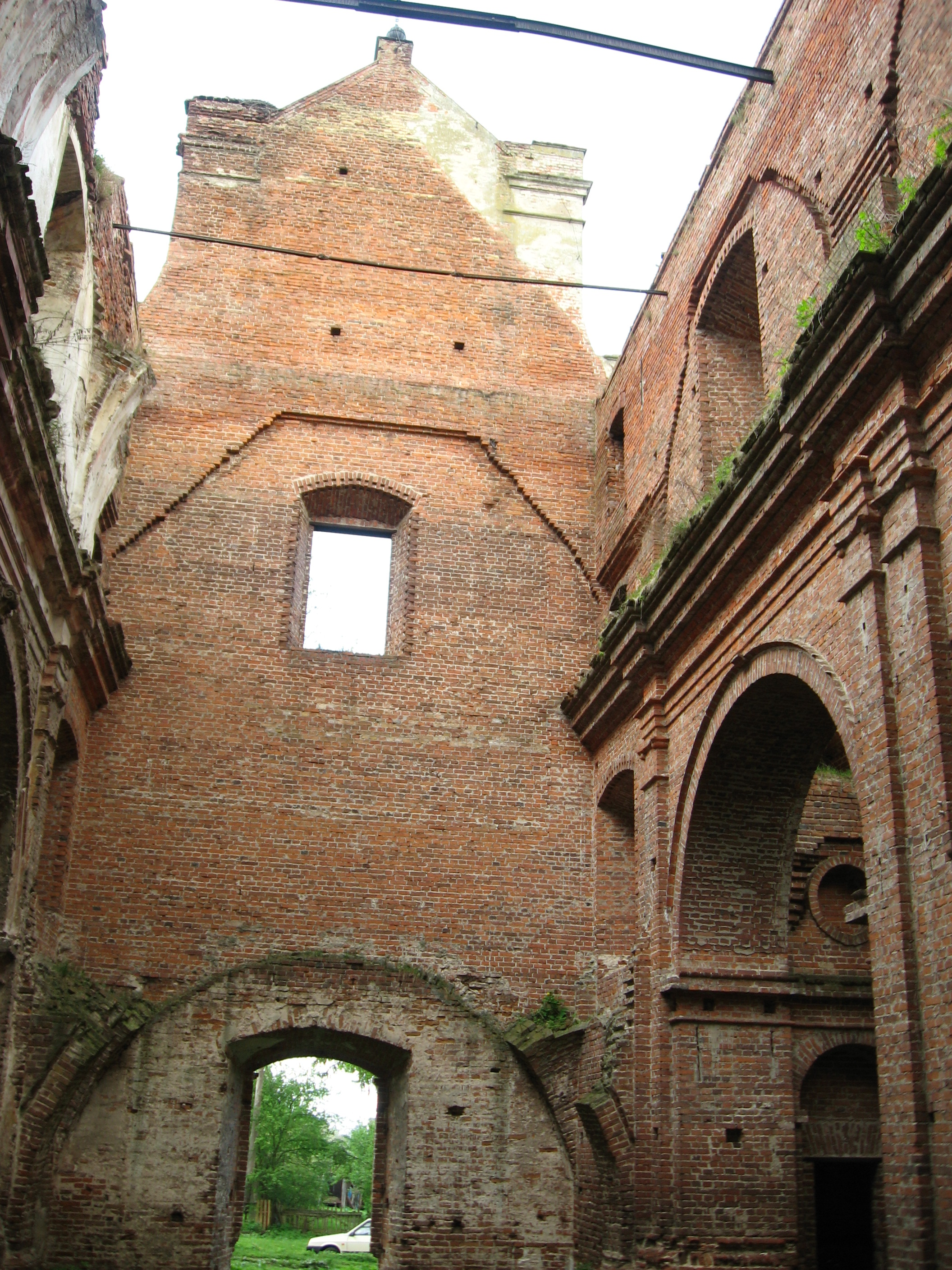
Всередині костелу
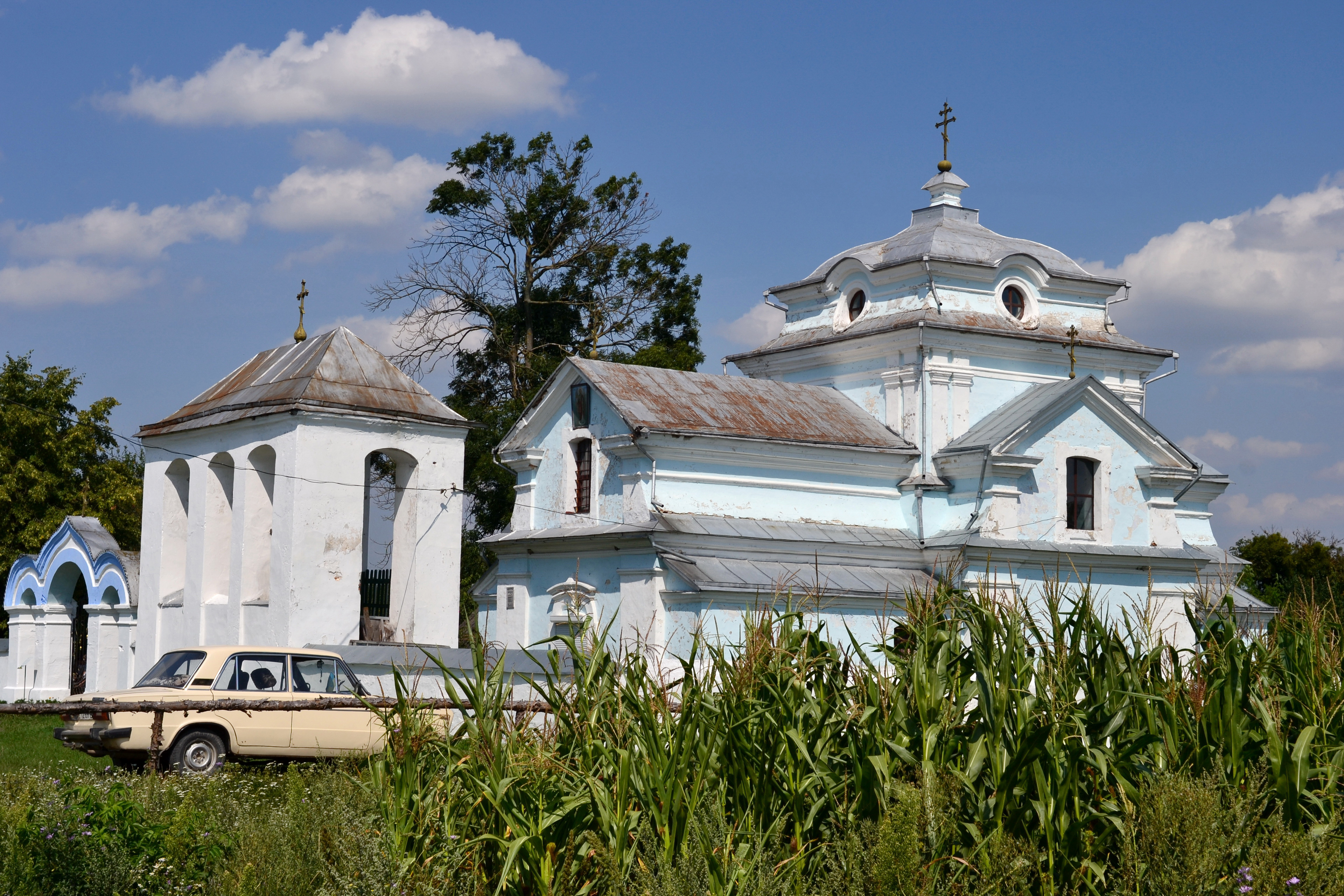
Комплекс Михайлівської церкви (з дзвіницею, брамою та муром)
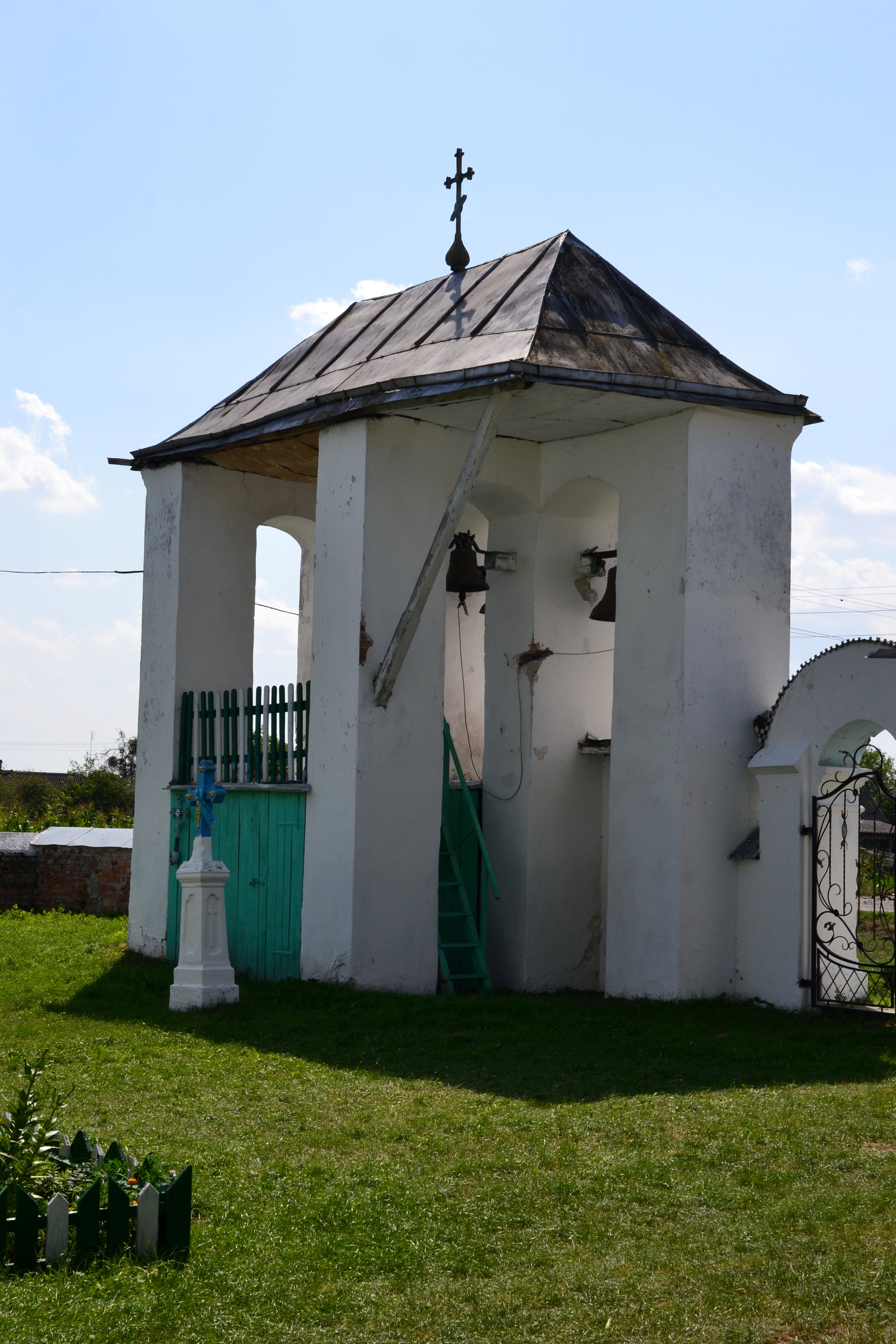
Дзвіниця Михайлівської церкви
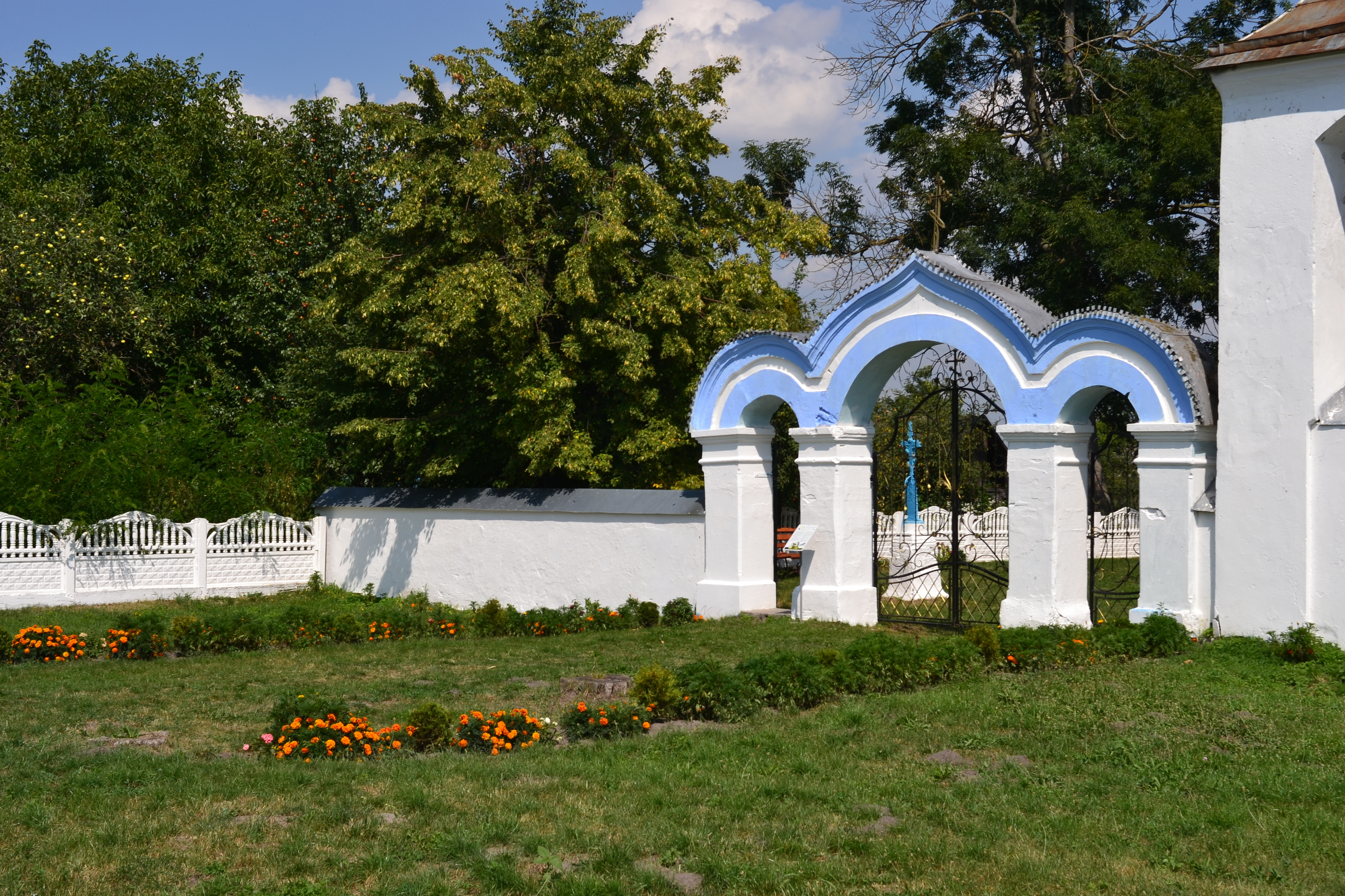
Мур з брамою до Михайлівської церкви
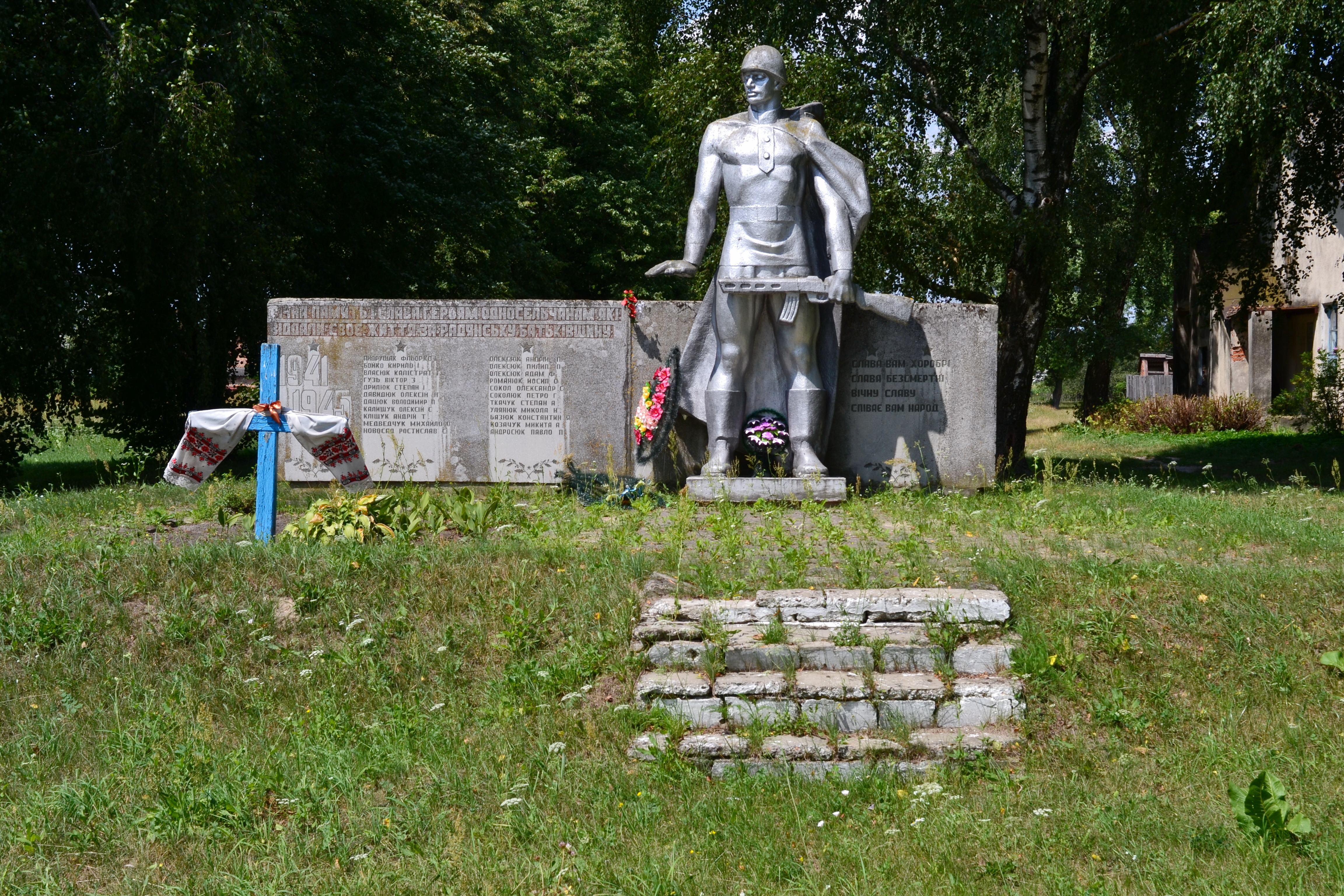
Пам'ятник землякам (біля сільради)
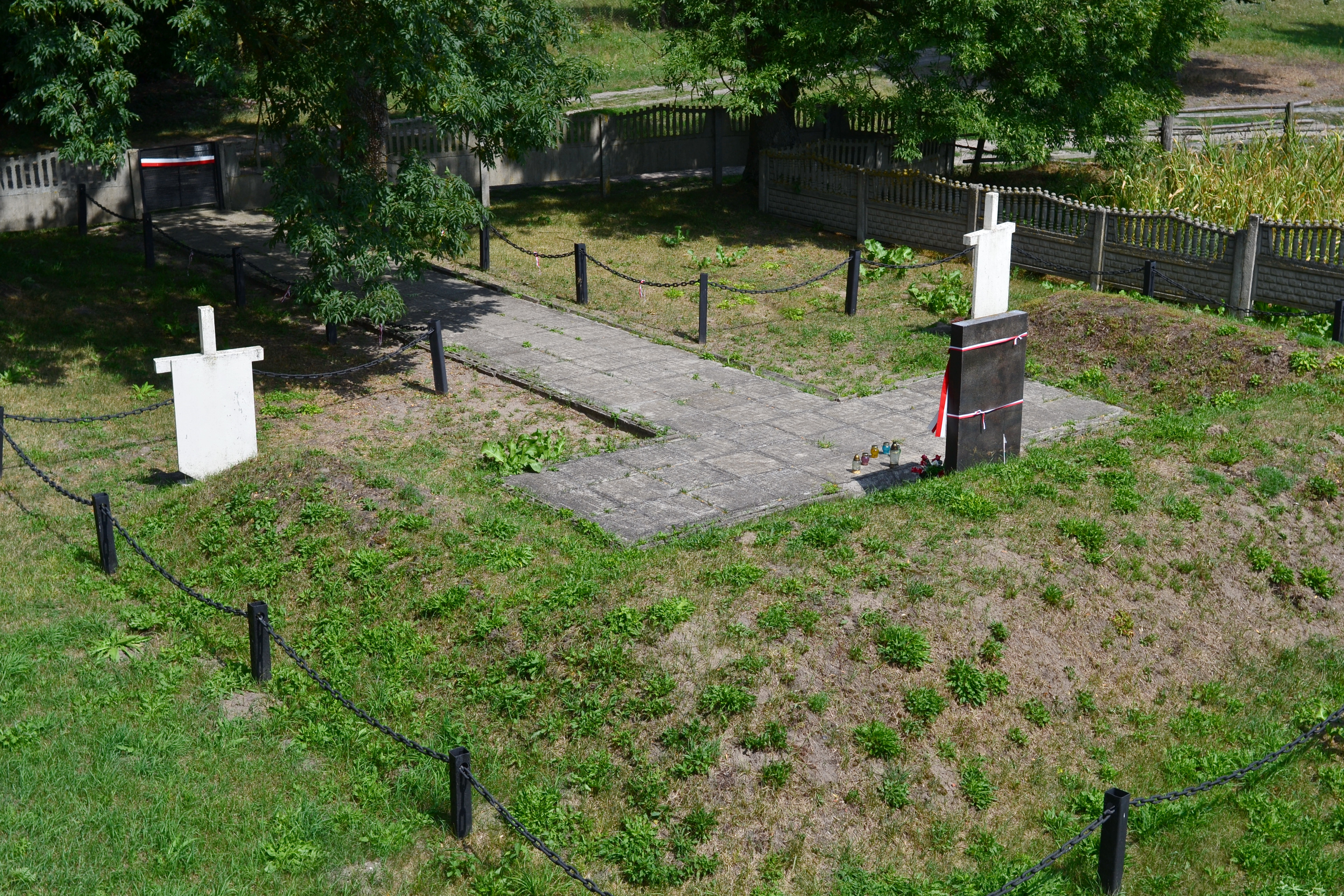
Могила братська поляків (біля монастиря кармелітів)
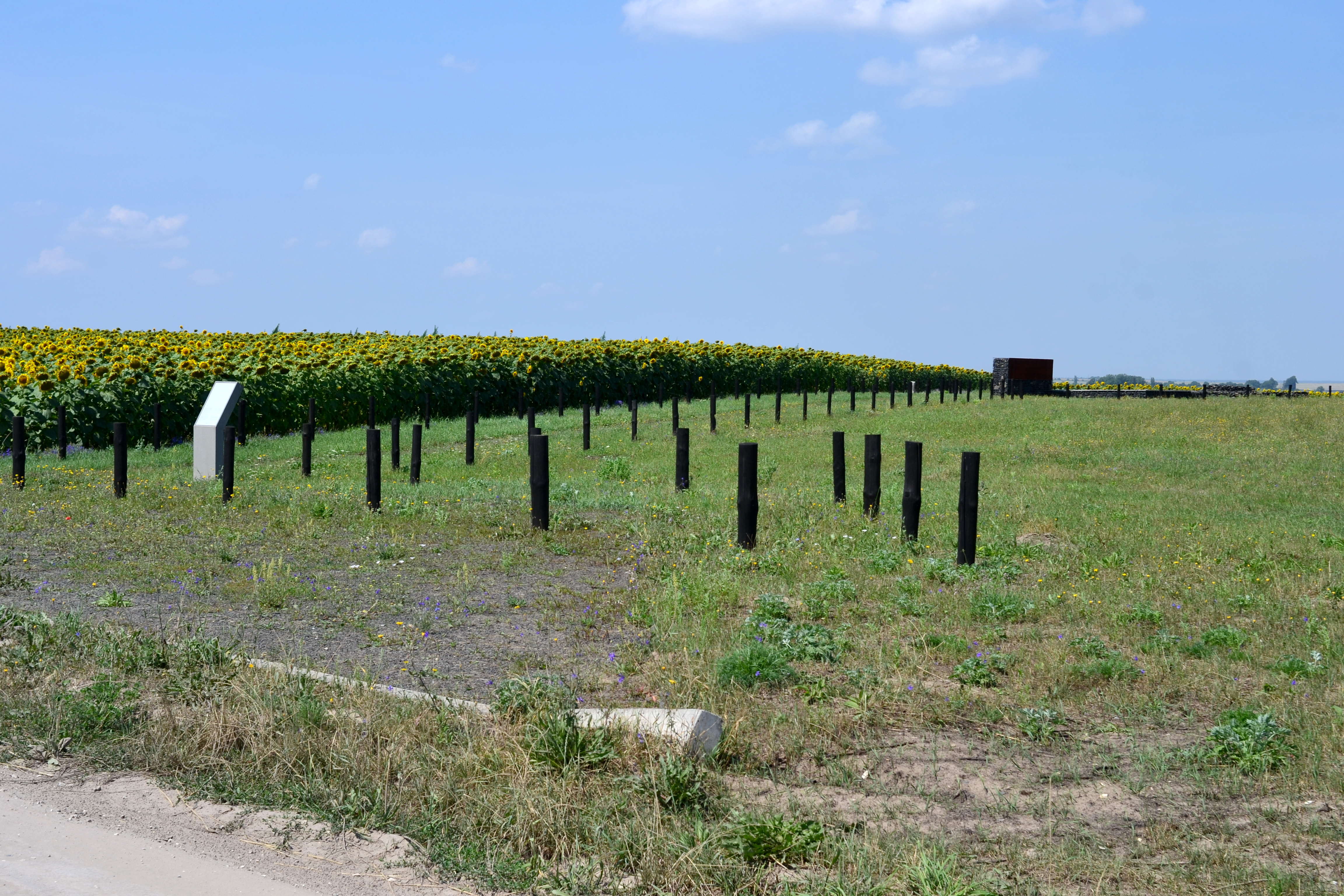
Меморіал жертвам Голокосту (на північний захід від села, у полі)
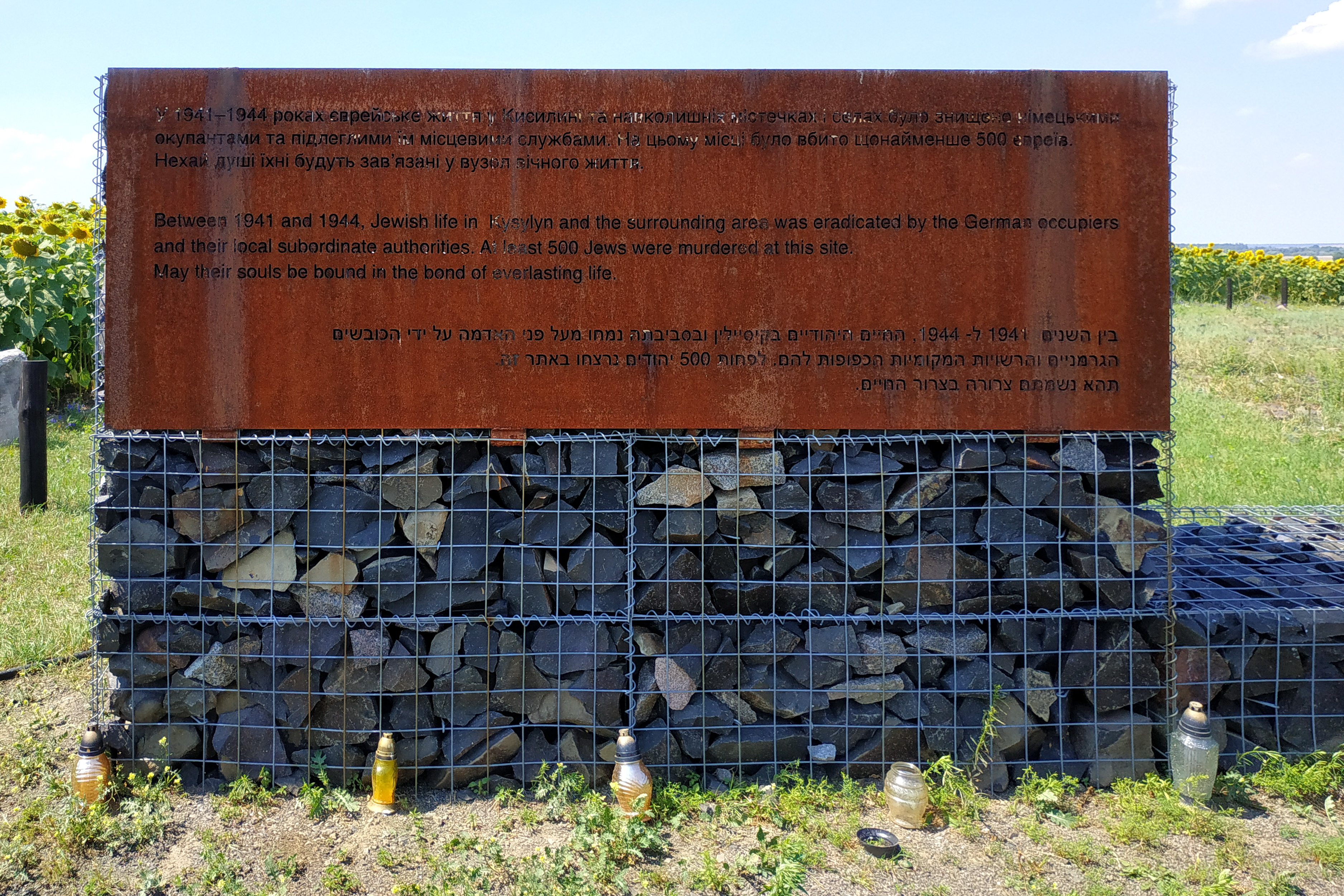
Меморіал жертвам Голокосту (на північний захід від села, у полі)
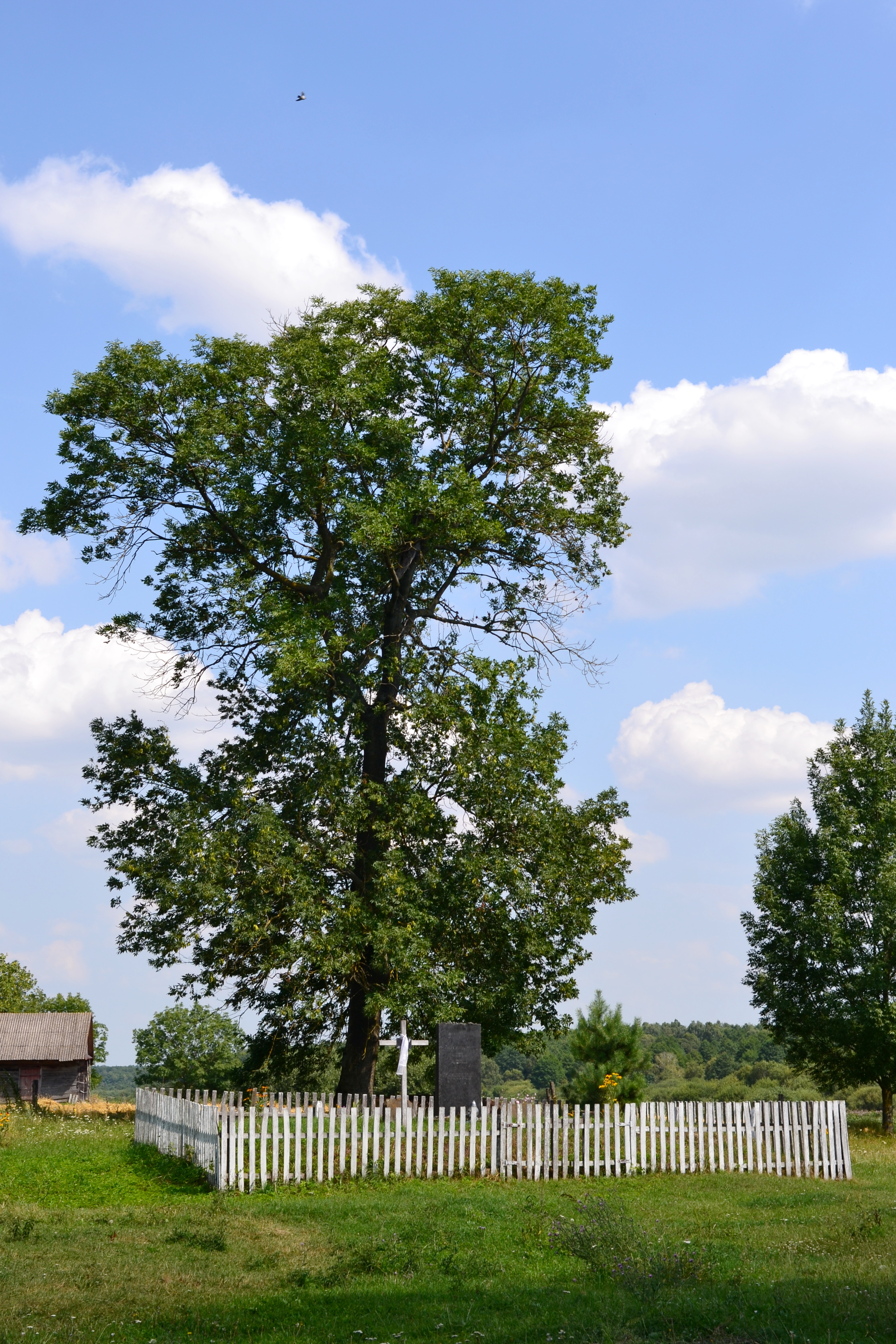
Могила братська 18 євреїв та 2 українців (за 0,1 км на схід від монастиря кармелітів)
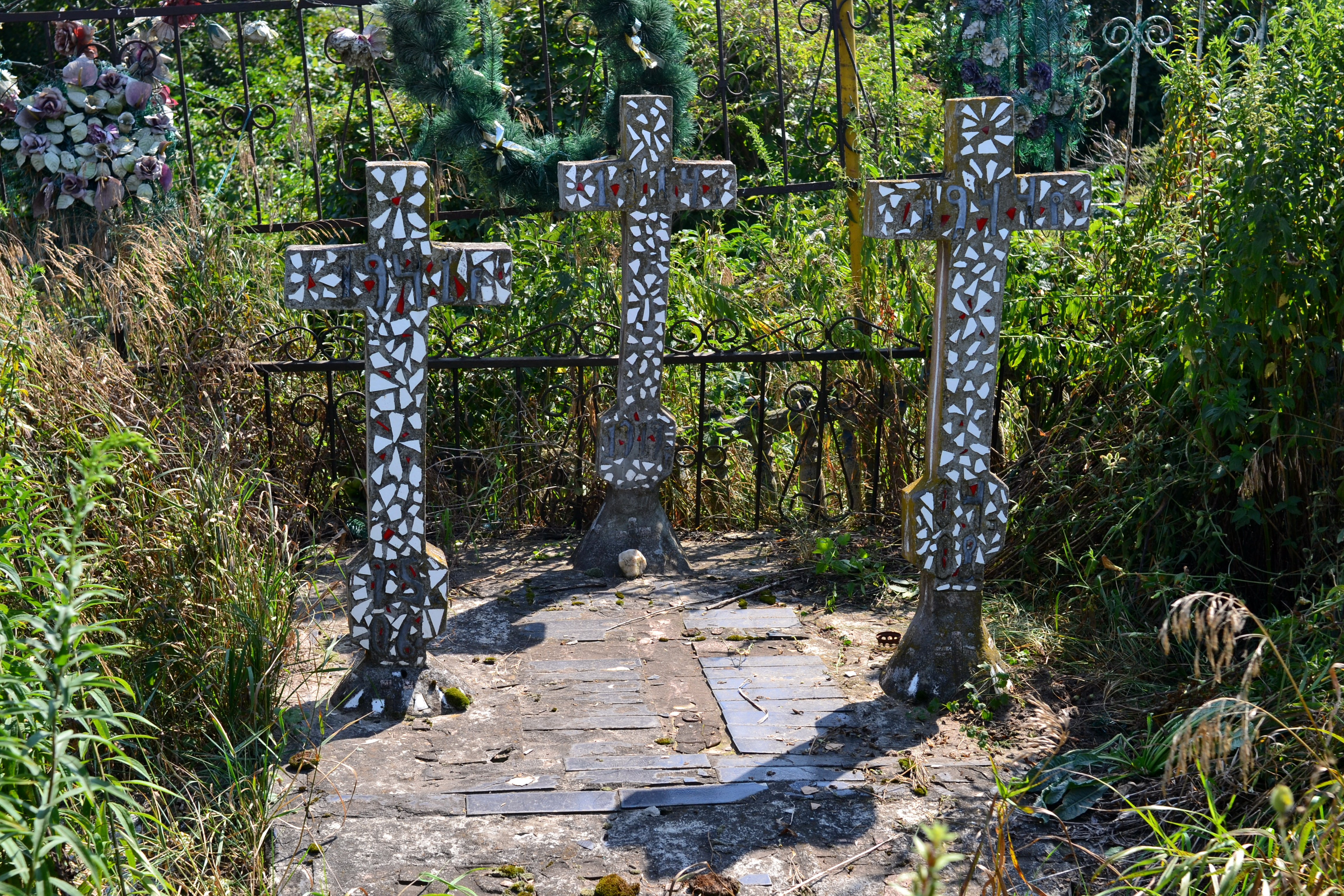
Могила братська 36 радянських воїнів (за 1 км на схід від села, біля лісу та дороги до с. Студині)
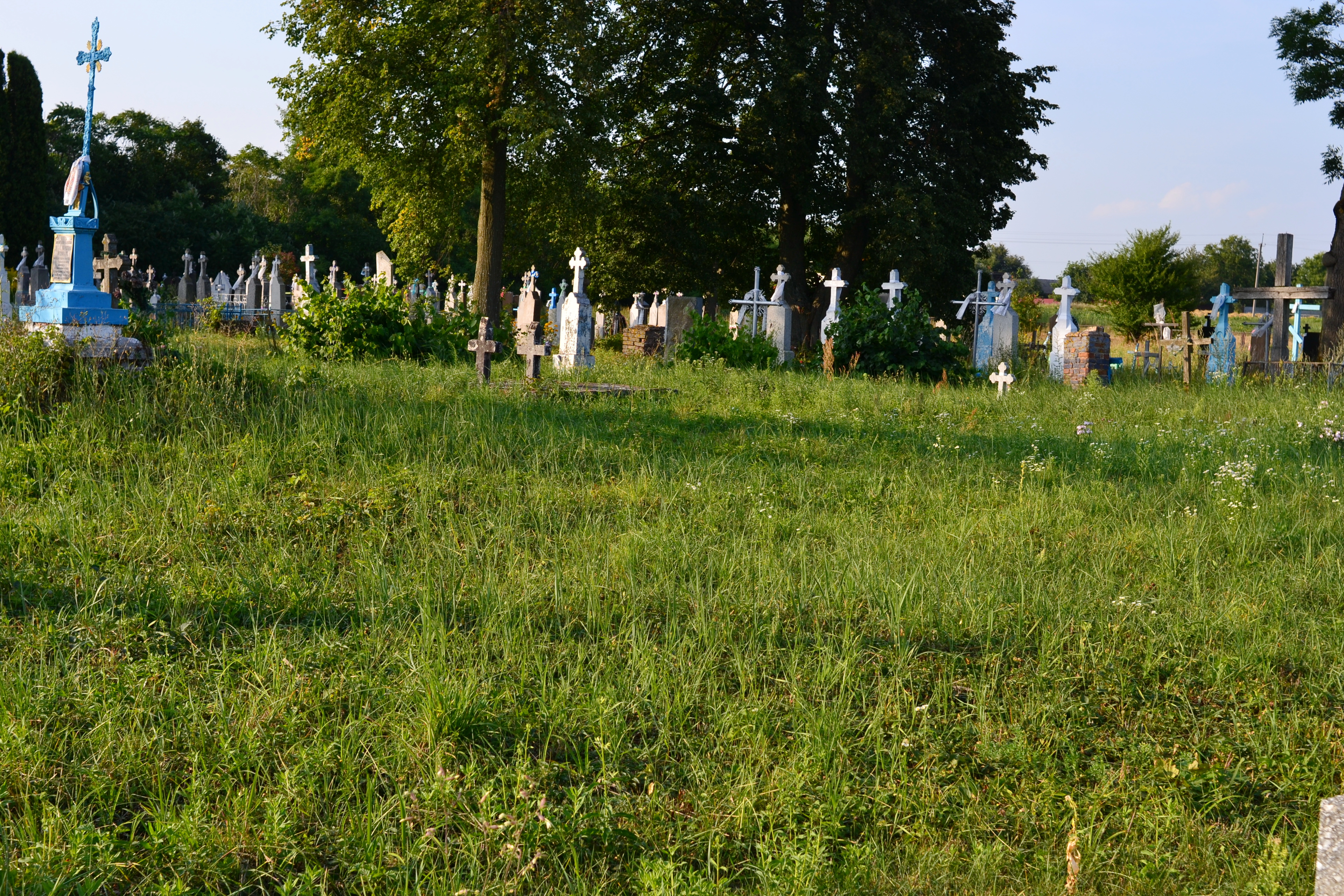
Могила воїнів періоду І світової війни (на кладовищі)